# Pershagen
Pershagen is een plaats in de gemeente Södertälje in het landschap Södermanland en de provincie Stockholms län in Zweden. De plaats heeft 2214 inwoners (2005) en een oppervlakte van 94 hectare.